# سو كوغزويل
سو كوغزويل (بالإنجليزية: Sue Cogswell)‏ هي لاعبة الاسكواش بريطانية، ولدت في 7 سبتمبر 1951 في برمنغهام في المملكة المتحدة.

## وصلات خارجية
- سو كوغزويل على موقع SquashInfo.com (الإنجليزية)